# 鉄中毒
鉄中毒（てつちゅうどく）とは、鉄の過剰摂取により引き起こされる中毒であり、鉄剤やサプリメントの誤飲などによって発生する。

## 概要
鉄は必須元素の1つではあるものの、過剰に摂取されれば毒性を発揮する。慢性的な鉄の過剰摂取だけでなく、大量に摂取することで急性中毒も起こり得る。特に急性鉄中毒は、小児において、中毒死の主要な原因の1つとされている。重度の中毒症状は致死的で、様態の変化は急激である。小児では 200 mg の摂取での死亡例が報告されている。ヒトには体外に鉄を能動的に排泄する仕組みが無く、重症例ではデフェロキサミンを用いて鉄の腎臓からの排泄を促すといった治療を行う。

## 原因
鉄製剤（錠剤、液剤）の過剰摂取や誤飲。小児による成人用総合ビタミン剤の誤服用。この他、大量の赤血球の輸血を繰り返した場合なども体内に鉄が蓄積してくる。また、アフリカ型鉄過剰症も鉄を含む食品の過剰摂取によって引き起こされた鉄中毒であった。なお、ヘモクロマトーシス患者は鉄貯蔵量が多い為、中毒症状を発症しやすい。

## 病理
重症度は、摂取した鉄の量に依存する。
- 毒性無し - 20 (mg/kg)まで
- 軽度から中等度の毒性 - 20～60 (mg/kg)
- 重度の症状および病的状態 - 60 (mg/kg)を超える

乳児（7-12カ月齢）、小児および成人における鉄の許容上限摂取量(mg/日)
| 年齢       | 男性 | 女性 | 妊婦 | 授乳婦 |
| 7-12カ月齢 | 40   | 40   | N/A  | N/A    |
| 1-13歳     | 40   | 40   | N/A  | N/A    |
| 14-18歳    | 45   | 45   | 45   | 45     |
| 19歳以上   | 45   | 45   | 45   | 45     |

## 症状
大量摂取の場合、過剰摂取後、6時間以内に症状が現れる。嘔吐、下痢、腹痛などの急性胃腸炎症状を経て無症状期の後、不整脈、心不全、ショック症状と肝不全を示す。消化管穿孔を起こすこともある。
第1期（過剰摂取後6時間以内）
嘔吐、吐血、下痢、腹痛、易刺激性、眠気。重篤な場合、呼吸や脈拍が速くなり、昏睡、意識消失、けいれん発作、低血圧。
第2期（過剰摂取後6-48時間）
無症状期 - 状態が改善したように見える。
第3期（過剰摂取後12-48時間）
重度の低血圧（ショック）、代謝性アシドーシス、発熱、出血、黄疸、肝不全、痙攣（けいれん）発作。
第4期（過剰摂取後2-5日）
肝不全。ショック、出血、血液凝固異常により死亡する場合がある。低血糖、錯乱や反応の鈍化、昏睡が現れることがある。
第5期（過剰摂取後2-5週間）
イレウス - 消化管（胃幽門部または十二指腸）の瘢痕が閉塞することがある。
痙攣性の腹痛、嘔吐。肝硬変が起こることもある。

## 診断
血中の鉄濃度だけでは正確な診断は行えない。通常は、鉄錠剤を丸飲みした場合にのみに有効な方法ながら、腹部レントゲン撮影により消化管内の放射線不透過性の鉄錠剤を検出する方法がある。しかし、鉄錠剤を噛み砕いて飲み込んだ場合などは検出できないこともある。
よって、血中の鉄の異常高濃度など鉄中毒を示唆する所見を有する、患者に起きた説明のつかない代謝性アシドーシスの検出がなされた時に、鉄中毒を疑う。摂取後3-4時間の時点で血清鉄、電解質、pHを測定を行う。

## 治療
鉄剤の大量に経口摂取した直後の場合は、全腸管洗浄によって、未吸収の鉄を消化管から強制的に排除する。これに対して、胃洗浄の有効性は低く、また活性炭は鉄を吸着しないので使用されない。重症例の場合は、血液中の鉄の排泄をキレートして腎臓からの排泄を促すために、デフェロキサミンの静脈内点滴投与を行う。ただし、腎臓からの排泄を促すだけなので、腎機能が高度に低下した患者に、デフェロキサミンを注射する方法は使えない。血中鉄濃度を低下させる為に、血液透析、血漿交換が試される場合もある。しかし、肝不全を発症した場合の予後は悪い。肝不全の治療として肝移植を行う事がある。